# Тест Томаса-Килманна
Тест Томаса-Килманна (англ. Thomas-Kilmann Instrument; TKI) оценивает стиль поведения человека в конфликтных ситуациях, то есть в ситуациях, в которых интересы двух людей оказываются несовместимы. Данный опросник показывает типичную реакцию человека на конфликт, её эффективность и целесообразность, а также дает информацию о других возможных способах разрешения конфликтной ситуации. В России тест адаптирован Н. В. Гришиной для изучения личностной предрасположенности к конфликтному поведению.

## История
Тест Томаса — Килманна был разработан, чтобы помочь людям более эффективно справляться с конфликтными ситуациями, и основан на 40-летнем исследовании авторов.
В своем подходе к изучению конфликтных ситуаций Кеннет Томас отошел от традиционного метода, где конфликт понимался только как негативное явление, вызывающее угрозу, и рассматривал как и негативные, так и позитивные функции конфликта. В соответствии с этим К. Томас сконцентрировал свое внимание в изучении конфликтов на следующих аспектах: какие формы поведения характерны для людей в конфликтных ситуациях, какие из них являются более продуктивными или деструктивными; каким образом возможно стимулировать продуктивное поведение.
Для описания типов поведения людей в конфликтных ситуациях К. Томас считает применимой двухмерную модель регулирования конфликтов. Идея модели двухмерного урегулирования конфликтов была создана в соавторстве с Ральфом Килманном (Ralph Kilmann), из-за чего методику также называют тестом Томаса-Килманна. При разработке теста авторы придерживались идеи, что люди должны не стремиться избежать конфликта любой ценой, а наоборот должны грамотно управлять им.
Первоначальная работа Томаса и Килманна спонсировалась издательской компанией в Нью-Йорке: Xicom, Inc. В 1974 году издательская компания Xicom опубликовала TKIв виде буклета, состоящего из шестнадцати страниц. Данный буклет включал в себя тридцать пар утверждений и страницу самооценки. В 1998 году их работа была приобретена компанией CPP, Inc. в Маунтин-Вью, Калифорнии. Смена издательской компании стала поворотным этапом в истории развития теста Томаса-Килмана, так как вскоре после смены компании тест TKI был напечатан в полноценном виде, переведен на испанский, французский и португальский языки и начался распространяться по всему миру.
Первое исследование достоверности TKI было опубликовано в 1977 году в статье «Developing a Forced-Choice Measure of Conflict-Handling Behavior». В статье «Comparison of Four Instruments Measuring Conflict Behavior» написанном авторами, было сравнено четыре инструмента измерения конфликтного поведения, где по результатам исследований, описанных в статьях, TKI по сравнению с другими инструментами разрешения конфликтов (разработанными Р. Блейком и Дж. Моутоном; Лоуренсом и Лоршем ; Холлом) имеет преимущество — наблюдается резкое снижение ответов с социальной желательностью.
До 2007 года тест TKI основывался на оценках 339 менеджеров среднего и высшего звена в бизнесе и правительстве, которые были в основном белыми мужчинами в Соединенных Штатах . С 2007 года тест TKI теперь основан на случайной стратифицированной выборке из 8000 респондентов (отобранных из 59 000 респондентов), которые отражают население США по полу, расе, возрасту, опыту работы и географическому положению. Примечательно, что восемь из пятнадцати категорий (высокие, средние и низкие оценки для каждого из пяти способов разрешения конфликтов) изменились с 1970-х по 2000-е годы только на одно число, в то время как остальные семь категорий в тесте TKI остались точно такими же. Что еще более поразительно, практически не было никаких существенных различий ни в одном демографическом различии. Вот почему каждый житель США может использовать один недавно обновленный тест TKI, чтобы узнать распределение своих пяти способов разрешения конфликтов на высокие 25 %, средние 50 % и низкие 25 %.

#### Критика TKI
К концу 1970-х К.Томас и Р.Килманн начали получать несколько жалоб от клиентов по поводу исключительного использования в тесте TKI мужских местоимений. Сначала, поскольку только пять из тридцати пар утверждений включали «он», «его» или «он» в один из вариантов A / B, их это не особо побеспокоило. Но к началу 1980-х годов частота жалоб на «мужскую предвзятость» постепенно увеличивалась. Следовательно, к середине 1980-х годов использование мужских местоимений в пяти элементах было изменено на он / она, его / ее или его / ее, что легко решило гендерную проблему. Таким образом, история инструмента Томаса-Килманна на все времена охватывала гендерное равенство.
В конце 1980-х годов появилась другая критика, касавшаяся небольшой (и демографически ограниченной) выборки, которая установила их нормы разрешения конфликтов. Так как Томас и Килланн отобрали всего 339 менеджеров среднего и высшего звена в бизнесе и правительстве и в их выборке 1970-х годов преобладали белые мужчины и были высокообразованными, что, конечно, сильно отличалось от все более разнообразной рабочей силы США. Данная проблема была решена в 2002 году, когда тест TKI был размещен компанией CPP в онлайн-платформе SkillsOne. Онлайн-платформа SkillsOne позволила собрать обширные данные от разнообразной выборки респондентов, что подготовило почву для окончательного обновления норм TKI с 1970-х по 2000-е годы.

#### Использование онлайн-платформы SkillsOne для обновления образца норм США
После того, как 59 000 человек прошли тест TKI через SkillsOne (который, по замыслу, также собирал широкий спектр демографической информации), исследовательский отдел компании CPP создал рандомизированную выборку из 4000 мужчин и 4000 женщин, стратифицированных по расе/этнической принадлежности, возрасту, организационному уровню, и географическому региону, чтобы отразить рабочую силу США. В 2007 году полный отчет был подготовлен Нэнси А. Шаубхут, а затем опубликован компанией CPP: Техническое описание инструмента Томаса-Килмана для конфликтного режима: описание обновленного нормативного образца и его значение для использования.

#### Международное исследование норм TKI
Международное исследование показывает, что с практической точки зрения нормы TKI США не сильно отличаются от норм стран, включенных в это исследование. Таким образом, и Томас, и Килманн, и издатель CPP с легкостью пришли к выводу, что текущий профиль TKI, использующий английскую версию оценки, может с уверенностью использоваться для интерпретации результатов для лиц международного происхождения и проживания. Это стало еще одним важным шагом в истории развития теста Томаса-Килмана. В 2013 году было проведено исследование с японским переводом теста TKI, где результаты исследования незначительно отличались от результатов исследования, проведенных в США. Более того, выборки из разных стран различались процентным соотношением женщин и мужчин, что могло несколько смещать процентили. Таким образом, различия (статистически или практически значимые), выявленные в этих предварительных культурных сравнениях, могут быть результатом различных методов выборки, которые использовались для выборок в США и этих международных выборок.

## Общие сведения
К. Томас совместно с Р. Килманном предложил двухмерную модель регулирования конфликтов, одно измерение которой — напористость, это степень, в которой человек пытается удовлетворить свои собственные интересы, и кооперация, это степень, в которой человек пытается удовлетворить интересы другого человека. Эти два направления поведения могут быть использованы для определения пяти способов борьбы с конфликтами:
1. Соревнование (конкуренция) — стремление добиться своих интересов в ущерб другому.
2. Приспособление— принесение в жертву собственных интересов ради другого.
3. Компромисс— соглашение на основе взаимных уступок; предложение варианта, снимающего возникшее противоречие.
4. Избегание— отсутствие стремления к кооперации и отсутствие тенденции к достижению собственных целей.
5. Сотрудничество— участники ситуации приходят к альтернативе, полностью удовлетворяющей интересы обеих сторон.

В своем опроснике по выявлению типичных форм поведения Томас и Киллманн описывают каждый из пяти перечисленных возможных способов борьбы с конфликтами 12 суждениями о поведении индивида в конфликтной ситуации. В различных сочетаниях они сгруппированы в 30 пар, в каждой из которых респонденту предлагается выбрать то суждение, которое является наиболее типичным для характеристики его поведения.